# Calcitrapessa leeana
Calcitrapessa leeana (nomeada, em inglês, Lee's Murex) é uma espécie de molusco marinho da costa nordeste do oceano Pacífico, ou costa oeste da América do Norte, pertencente à classe Gastropoda e à família Muricidae da ordem Neogastropoda. Foi classificada por William Healey Dall em 1890, no texto "Scientific results of explorations by the U. S. Fish Commission Steamer “Albatross”. No. VII. Preliminary report on the collection of Mollusca and Brachiopoda obtained in 1887–'88"; publicado nos Proceedings of the United States National Museum. 12 (773): 219-362, pls 5-14; descrita originalmente como Murex (Chicoreus) leeanus e fazendo parte do gênero Murex e subgênero Chicoreus; este último agora elevado à categoria de gênero. Esta é a única espécie do gênero monotípico Calcitrapessa Berry, 1959.

## Holótipo
Seu holótipo foi uma fêmea, coletada na Isla de Cedros (Cedros Island), Baixa Califórnia, México, em uma profundidade de aproximadamente 80 metros (44 fathoms), nomeada em homenagem a Leslie A. Lee.

## Descrição da concha
Concha de aparência frágil em suas projeções espiniformes, com até 9 centímetros de comprimento e de coloração indo de branca até tons amarelados; com espiral moderadamente alta; esculpida com linhas espirais pouco visíveis e com três discretas varizes, de onde brotam suas projeções, por volta. Columela e abertura de coloração branco-esmaltada. Longo canal sifonal. Opérculo córneo, de coloração castanha e esculpido com anéis concêntricos.

## Distribuição geográfica e habitat
Calcitrapessa leeana é endêmica de águas profundas, entre os 50 e os 100 metros da zona nerítica da região oeste da América do Norte, entre os Estados Unidos, na Califórnia, e o México, incluindo a Baixa Califórnia e o golfo da Califórnia.